# Brières-les-Scellés
Brières-les-Scellés [bʁijɛʁ le sele] ist ein Dorf und eine Gemeinde mit 1.218 Einwohnern (Stand: 1. Januar 2022) im französischen Département Essonne in der Region Île-de-France. Die Gemeinde gehört zum Arrondissement Étampes und ist Teil des Kantons Étampes. Die Einwohner werden Briolins genannt.

## Geographie
Brières-les-Scellés befindet sich etwa 45 Kilometer südsüdwestlich von Paris. Umgeben wird Brières-les-Scellés von den Nachbargemeinden Villeconin im Norden, Étréchy im Nordosten, Morigny-Champigny im Osten, Étampes im Süden sowie Boissy-le-Sec im Westen.

## Geschichte
Funde aus der Altsteinzeit bezeugen eine frühe Besiedlung des Gebietes.
Brières-les-Scellés wird erstmals im 10. Jahrhundert genannt. Die Familie des Mazis besaß seit Ende des 15. Jahrhunderts bis zum Ende des Ancien Régime die Grundherrschaft im Ort.

## Bevölkerungsentwicklung
| Jahr                      | 1962 | 1968 | 1975 | 1982 | 1990 | 1999 | 2006 | 2013 |
| Einwohner                 | 426  | 528  | 662  | 760  | 868  | 843  | 931  | 1161 |
| Quelle: Cassini und INSEE |      |      |      |      |      |      |      |      |

## Sehenswürdigkeiten
- Katholische Pfarrkirche Saint-Quentin aus dem 11./12. Jahrhundert, Umbauten aus dem 15. Jahrhundert, Monument historique seit 1926

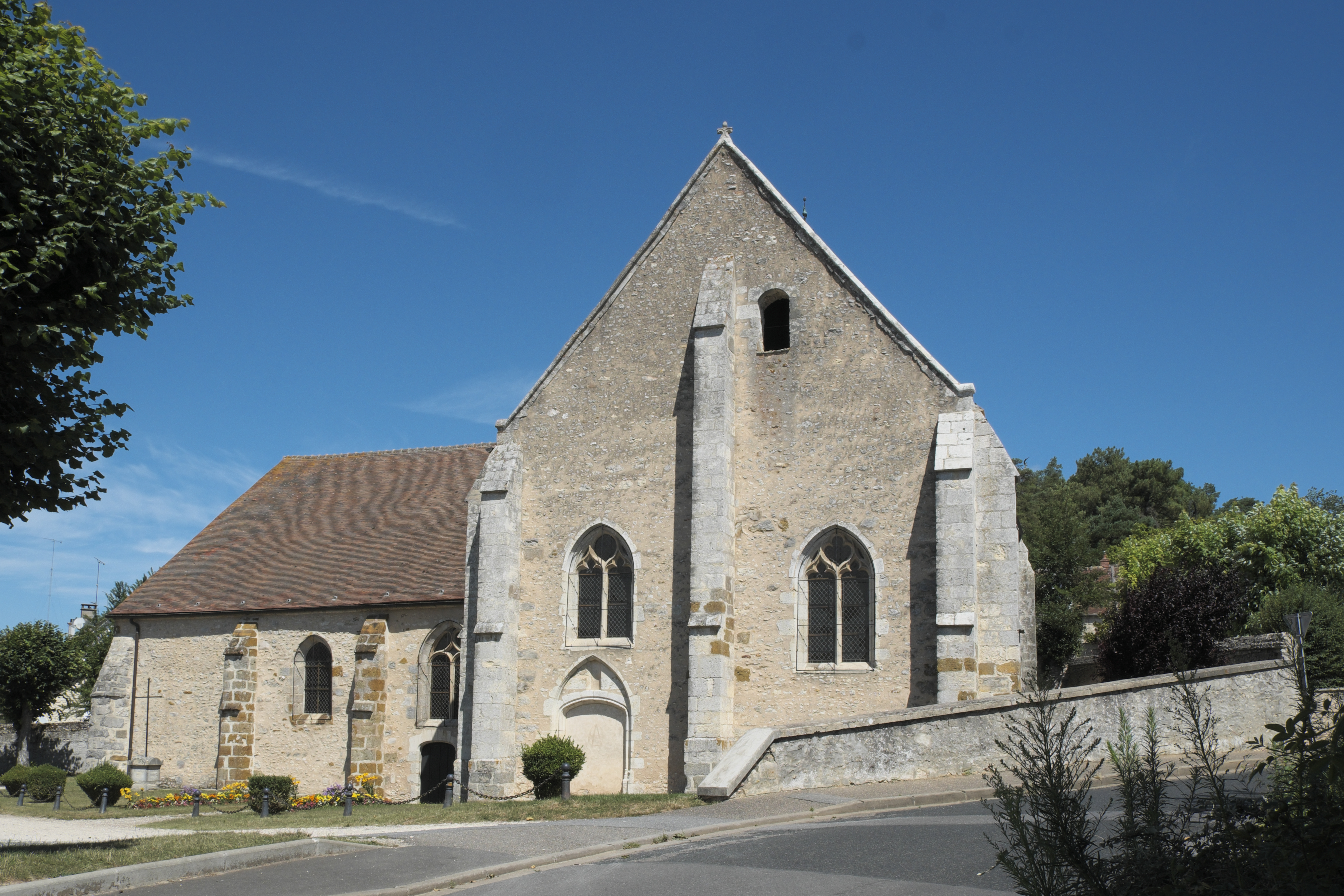
Kirche Saint-Quentin

- Grange aux dîmes (Zehntscheune)
- Taubenturm
- Kriegerdenkmal neben der Kirche